# Зарукки, Джеймс Ли
Джеймс Ли Зарукки (англ. James Lee Zarucchi; 1952 — 21 июля 2019) — американский ботаник, доктор философии по биологии (1982), член Лондонского Линнеевского общества, куратор отдела североамериканской ботаники в Ботаническом саду Миссури.

## Биография
Родился в Юрике на севере Калифорнии. Окончив среднюю школу Юрики, после чего учился в Гарвардском университете. В 1974 году получил степень бакалавра, в 1976 году — магистра под руководством профессора Ричарда Шалтса. В 1982 году Зарукки защитил диссертацию доктора философии в Гарварде.
С 1973 года участвовал в многочисленных в экспедициях в Колумбию (главным образом, в департаменты Ваупес, Амасонас, Антьокия), впоследствии также занимался сбором растений в Бразилии и на Мадагаскаре.
В 1977—1981 годах Джеймс Зарукки — исполнительный куратор Экономического гербария имени Оукса Эймса. В 1981—1982 годах — в Ботанических садах Кью и Британском музее по стипендии докторанта НАТО. В 1982 году избран членом Лондонского Линнеевского общества. Обладатель стипендии докторанта Смитсоновского института, в 1982—1983 годах занимался изучением растений семейства Кутровые в тропиках Нового Света. С 1984 года — сотрудник Ботанического сада Миссури, впоследствии — куратор отдела североамериканской ботаники.
Участник проекта Flora of North America, его вице-президент и директор издательства, также участвовал в подготовке серии монографий Flora of China. Автор ряда работ по флоре Южной Америки.
С 1978 года Джеймс был женат на Жанне Морган Зарукки, профессоре истории искусств и французского языка Миссурийского университета в Сент-Луисе.
Скончался 21 июля 2019 года в Сент-Луисе.

## Некоторые публикации
- Brako L., Zarucchi J. L. Catalogue of the flowering plants and gymnosperms of Peru. — Missouri, 1993. — 1286 p. — ISBN 0-915279-19-3.
- Zarucchi J. L. A revision of the tribe Ambelanieae (Apocynaceae—Plumerioideae). — Wageningen, 1988. — 106 p. — ISBN 90-6754-100-1.

## Растения, названные именем Дж. Зарукки
- Clibadium zarucchii H.Rob., 1988
- Cranichis zarucchii Szlach. & Kolan., 2013
- Critoniopsis zarucchii H.Rob., 1995
- Crossoglossa zarucchii Szlach. & Kolan., 2015
- Justicia zarucchii Wassh., 1986
- Mendoncia zarucchii Wassh., 1989
- Miconia zarucchii Wurdack, 1981
- Palicourea zarucchii C.M.Taylor, 1997